# Josef Stangl
Josef Stangl (Kronach, 12 agosto 1907 – Schweinfurt, 8 aprile 1979) è stato un vescovo cattolico tedesco.

## Biografia
Nacque a Kronach il 12 agosto 1907; ricevette l'ordinazione presbiterale il 16 marzo 1930 all'età di 23 anni.
Il 27 giugno 1957 papa Pio XII lo nominò vescovo di Würzburg.
Il 28 maggio 1977 conferì l'ordinazione episcopale a Joseph Ratzinger (che poi diventò papa Benedetto XVI), nominato da papa Paolo VI arcivescovo di Monaco e Frisinga.
Gravato da precarie condizioni di salute, l'8 gennaio 1979 rinunciò all'ufficio.
Morì l'8 aprile 1979, all'età di 71 anni, a Schweinfurt.
È soprattutto noto per aver approvato l'esorcismo di Anneliese Michel.

## Genealogia episcopale e successione apostolica
La genealogia episcopale è:
- Cardinale Scipione Rebiba
- Cardinale Giulio Antonio Santori
- Cardinale Girolamo Bernerio, O.P.
- Arcivescovo Galeazzo Sanvitale
- Cardinale Ludovico Ludovisi
- Cardinale Luigi Caetani
- Cardinale Ulderico Carpegna
- Cardinale Paluzzo Paluzzi Altieri degli Albertoni
- Papa Benedetto XIII
- Papa Benedetto XIV
- Papa Clemente XIII
- Cardinale Bernardino Giraud
- Cardinale Alessandro Mattei
- Cardinale Pietro Francesco Galleffi
- Cardinale Giacomo Filippo Fransoni
- Cardinale Antonio Saverio De Luca
- Arcivescovo Gregor Leonhard Andreas von Scherr, O.S.B.
- Arcivescovo Friedrich von Schreiber
- Arcivescovo Franz Joseph von Stein
- Arcivescovo Joseph von Schork
- Vescovo Ferdinand von Schlör
- Arcivescovo Johann Jakob von Hauck
- Vescovo Ludwig Sebastian
- Cardinale Joseph Wendel
- Arcivescovo Josef Schneider
- Vescovo Josef Stangl

La successione apostolica è:
- Vescovo Alfons Karl Kempf (1960)
- Papa Benedetto XVI (1977)